# Okręg wyborczy województwo pilskie do Senatu Rzeczypospolitej Polskiej
Okręg wyborczy województwo pilskie do Senatu Rzeczypospolitej Polskiej obejmował w latach 1989–2001 obszar województwa pilskiego. Wybierano w nim 2 senatorów, przy czym w latach 1989–1991 obowiązywała zasada większości bezwzględnej, zaś w latach 1991–2001 większości względnej.
Powstał w 1989 wraz z przywróceniem instytucji Senatu. Zniesiony został w 2001, na jego obszarze utworzono nowe okręgi nr 37 i 39.
Siedzibą okręgowej komisji wyborczej była Piła.

## Reprezentanci okręgu
| Rok  | Senator komitet wyborczy                 | Senator komitet wyborczy                         | Senator komitet wyborczy                 | Senator komitet wyborczy                   |
| ---- | ---------------------------------------- | ------------------------------------------------ | ---------------------------------------- | ------------------------------------------ |
| 1989 |                                          | Zdzisław Nowicki                                 |                                          | Henryk Stokłosa KW Henryka Stokłosy (1991) |
| 1991 |                                          | Krzysztof Horodecki KW Krzysztofa Horodeckiego   |                                          | Henryk Stokłosa KW Henryka Stokłosy (1991) |
| 1993 |                                          | Tadeusz Rzemykowski Sojusz Lewicy Demokratycznej |                                          | Henryk Stokłosa KW Henryka Stokłosy (1991) |
| 1997 |                                          | Tadeusz Rzemykowski Sojusz Lewicy Demokratycznej |                                          | Henryk Stokłosa KW Henryka Stokłosy (1991) |
| 2001 | okręg zniesiony, patrz okręgi nr 37 i 39 | okręg zniesiony, patrz okręgi nr 37 i 39         | okręg zniesiony, patrz okręgi nr 37 i 39 | okręg zniesiony, patrz okręgi nr 37 i 39   |

## Wyniki wyborów
Symbolem „●” oznaczono senatorów ubiegających się o reelekcję.

### Wybory parlamentarne 1989
| Kandydat | I tura | I tura | II tura | II tura |
| Kandydat | Głosów | %      | Głosów  | %       |
| --- | ------ | ------ | ------- | ------- |
| Henryk Stokłosa                                                                                                 | 85 527 | 43,80  | 95 059  | 49,47   |
| Piotr Baumgart                                                                                                  | 78 598 | 40,26  | 81 947  | 42,65   |
| Zdzisław Nowicki                                                                                                | 70 994 | 36,36  | 96 253  | 50,09   |
| Zbigniew Rosiński                                                                                               | 57 682 | 29,54  | 83 206  | 43,30   |
| Norbert Aleksiewicz                                                                                             | 21 869 | 11,20  | —       | —       |
| Tadeusz Dąbrowski                                                                                               | 6994   | 3,58   | —       | —       |
| Henryk Zając | 6584   | 3,37   | —       | —       |
| Alfred Jeske | 5592   | 2,86   | —       | —       |
| Jacek Stróżyński                                                                                                | 5252   | 2,69   | —       | —       |
| Franciszek Szklennik                                                                                            | 2453   | 1,26   | —       | —       |
| Liczba głosów ważnych: 195 245 (I tura) • 192 149 (II tura) Źródło: Państwowa Komisja Wyborcza I tura i II tura |        |        |         |         |

### Wybory parlamentarne 1991
| Kandydat                                              | Kandydat             | Komitet wyborczy                   | Głosów |
| ----------------------------------------------------- | -------------------- | ---------------------------------- | ------ |
|                                                       | Krzysztof Horodecki  | KW Krzysztofa Horodeckiego         | 53 632 |
|                                                       | Henryk Stokłosa●     | KW Henryka Stokłosy                | 45 859 |
|                                                       | Jerzy Czech          | Unia Demokratyczna                 | 33 344 |
|                                                       | Grzegorz Tomaszewski | Unia Demokratyczna                 | 30 031 |
|                                                       | Tadeusz Rzemykowski  | Sojusz Lewicy Demokratycznej       | 25 178 |
|                                                       | Jan Sobczak          | Partia Chrześcijańskich Demokratów | 22 509 |
|                                                       | Eugeniusz Repczyński | Partia Chrześcijańskich Demokratów | 18 467 |
|                                                       | Jan Nowak            | Porozumienie Obywatelskie Centrum  | 17 654 |
|                                                       | Kazimierz Łempicki   | Porozumienie Obywatelskie Centrum  | 17 071 |
| Frekwencja: 45,99% Źródło: Państwowa Komisja Wyborcza |                      |                                    |        |

### Wybory parlamentarne 1993
| Kandydat                                              | Kandydat             | Komitet wyborczy                                 | Głosów |
| ----------------------------------------------------- | -------------------- | ------------------------------------------------ | ------ |
|                                                       | Henryk Stokłosa●     | KW Henryka Stokłosy                              | 84 740 |
|                                                       | Tadeusz Rzemykowski  | Sojusz Lewicy Demokratycznej                     | 51 093 |
|                                                       | Krzysztof Horodecki● | KW Krzysztofa Horodeckiego                       | 44 836 |
|                                                       | Zygfryd Kozera       | Polskie Stronnictwo Ludowe                       | 35 227 |
|                                                       | Grzegorz Tomaszewski | Unia Demokratyczna                               | 28 730 |
|                                                       | Kazimierz Grochowski | Polskie Stronnictwo Ludowe – Porozumienie Ludowe | 27 511 |
|                                                       | Brunon Łuczyk        | Samoobrona – Leppera                             | 22 385 |
|                                                       | Tadeusz Moszczeński  | Konfederacja Polski Niepodległej                 | 17 814 |
|                                                       | Piotr Wąchnicki      | Partia Chrześcijańskich Demokratów               | 17 265 |
| Frekwencja: 56,72% Źródło: Państwowa Komisja Wyborcza |                      |                                                  |        |

### Wybory parlamentarne 1997
| Kandydat                                              | Kandydat             | Komitet wyborczy                    | Głosów |
| ----------------------------------------------------- | -------------------- | ----------------------------------- | ------ |
|                                                       | Tadeusz Rzemykowski● | Sojusz Lewicy Demokratycznej        | 68 005 |
|                                                       | Henryk Stokłosa●     | KW Henryka Stokłosy                 | 58 005 |
|                                                       | Jan Podmaski         | Akcja Wyborcza Solidarność          | 50 512 |
|                                                       | Jerzy Podmokły       | Unia Wolności                       | 37 691 |
|                                                       | Stanisław Gawra      | Ruch Odbudowy Polski                | 23 887 |
|                                                       | Kazimierz Rożniak    | Krajowa Partia Emerytów i Rencistów | 19 908 |
|                                                       | Waldemar Buller      | Społeczny KW Waldemara Bullera      | 14 524 |
|                                                       | Julian Włodarczyk    | KW Juliana Jakuba Włodarczyka       | 8112   |
|                                                       | Piotr Sosnowski      | Przymierze Samoobrona               | 7489   |
| Frekwencja: 49,86% Źródło: Państwowa Komisja Wyborcza |                      |                                     |        |